# Polonia ai Giochi della XXXII Olimpiade
La Polonia ha partecipato ai Giochi della XXXII Olimpiade, che si sono svolti a Tokyo, Giappone, dal 23 luglio all'8 agosto 2021 (inizialmente previsti dal 24 luglio al 9 agosto 2020 ma posticipati per la pandemia di COVID-19) con duecentodieci atleti, centodieci uomini e cento donne.
Si è trattato della ventiduesima partecipazione di questo paese ai Giochi estivi.

## Medaglie
| Riepilogo quotidiano | Riepilogo quotidiano | Riepilogo quotidiano | Riepilogo quotidiano | Riepilogo quotidiano | Riepilogo quotidiano |
| -------------------- | -------------------- | -------------------- | -------------------- | -------------------- | -------------------- |
| Giorno               | Data                 |                      |                      |                      | Totale               |
| 5º                   | 28                   | 0                    | 1                    | 0                    | 1                    |
| 8º                   | 31                   | 1                    | 0                    | 0                    | 1                    |
| 11º                  | 3                    | 1                    | 1                    | 2                    | 4                    |
| 12º                  | 4                    | 1                    | 1                    | 2                    | 4                    |
| 14º                  | 6                    | 1                    | 1                    | 0                    | 2                    |
| 15º                  | 7                    | 0                    | 1                    | 1                    | 2                    |
| Totale               | Totale               | 4                    | 5                    | 5                    | 14                   |

### Medagliere per disciplina
| Sport            | Oro | Argento | Bronzo | Totale |
| ---------------- | --- | ------- | ------ | ------ |
| Atletica leggera | 4   | 2       | 3      | 9      |
| Canoa/kayak      | 0   | 1       | 2      | 3      |
| Canottaggio      | 0   | 1       | 0      | 1      |
| Vela             | 0   | 1       | 0      | 1      |
| Lotta            | 0   | 0       | 1      | 1      |
| Totale           | 4   | 5       | 5      | 14     |

### Medaglie d'oro
| Medaglia | Nome | Sport            | Evento                        |
| -------- | --- | ---------------- | ----------------------------- |
| Oro      | Dawid Tomala | Atletica leggera | Marcia 50 km                  |
| Oro      | Wojciech Nowicki | Atletica leggera | Lancio del martello maschile  |
| Oro      | Anita Włodarczyk | Atletica leggera | Lancio del martello femminile |
| Oro      | Iga Baumgart-Witan Kajetan Duszyński Małgorzata Hołub Natalia Kaczmarek Dariusz Kowaluk Justyna Święty Karol Zalewski | Atletica leggera | Staffetta 4×400 m mista       |

### Medaglie d'argento
| Medaglia | Nome                                                                 | Sport            | Evento                           |
| -------- | -------------------------------------------------------------------- | ---------------- | -------------------------------- |
| Argento  | Anna Kiełbasińska Iga Baumgart-Witan Małgorzata Hołub Justyna Święty | Atletica leggera | Staffetta 4×400 m mista          |
| Argento  | Maria Andrejczyk                                                     | Atletica leggera | Lancio del giavellotto femminile |
| Argento  | Karolina Naja Anna Puławska                                          | Canoa/kayak      | K2 500 metri femminile           |
| Argento  | Agnieszka Kobus Maria Sajdak Marta Wieliczko Katarzyna Zillmann      | Canottaggio      | 4 di coppia femminile            |
| Argento  | Agnieszka Skrzypulec Jolanta Ogar-Hill                               | Vela             | 470 femminile                    |

### Medaglie di bronzo
| Medaglia | Nome                                                            | Sport            | Evento                        |
| -------- | --------------------------------------------------------------- | ---------------- | ----------------------------- |
| Bronzo   | Patryk Dobek                                                    | Atletica leggera | 800 m maschili                |
| Bronzo   | Paweł Fajdek                                                    | Atletica leggera | Lancio del martello maschile  |
| Bronzo   | Malwina Kopron                                                  | Atletica leggera | Lancio del martello femminile |
| Bronzo   | Karolina Naja Anna Puławska Justyna Iskrzycka Helena Wiśniewska | Canoa/kayak      | K4 500 metri femminile        |
| Bronzo   | Tadeusz Michalik                                                | Lotta            | 97 kg                         |

## Delegazione
| Sport                | Uomini | Donne | Totale |
| -------------------- | ------ | ----- | ------ |
| Arrampicata sportiva | 0      | 1     | 1      |
| Atletica leggera     | 31     | 32    | 63     |
| Beach volley         | 4      | 0     | 4      |
| Canoa                | 5      | 8     | 13     |
| Canottaggio          | 12     | 8     | 20     |
| Ciclismo             | 9      | 8     | 17     |
| Equitazione          | 1      | 2     | 3      |
| Ginnastica           | 0      | 1     | 1      |
| Golf                 | 1      | 0     | 1      |
| Judo                 | 2      | 4     | 6      |
| Lotta                | 3      | 3     | 6      |
| Nuoto                | 13     | 4     | 17     |
| Pallacanestro        | 4      | 0     | 4      |
| Pallavolo            | 4      | 0     | 4      |
| Pentathlon moderno   | 2      | 1     | 3      |
| Pugilato             | 1      | 3     | 4      |
| Scherma              | 0      | 4     | 4      |
| Skateboard           | 0      | 1     | 1      |
| Sollevamento pesi    | 2      | 1     | 3      |
| Taekwondo            | 0      | 2     | 2      |
| Tennis               | 3      | 3     | 6      |
| Tennis tavolo        | 0      | 3     | 3      |
| Tiro                 | 1      | 4     | 5      |
| Tiro con l'arco      | 1      | 1     | 2      |
| Vela                 | 3      | 6     | 9      |
| Totale               | 110    | 100   | 210    |

## Atletica leggera
| Q | Qualificato al turno successivo per la posizione in qualificazione                                                           |
| q | Qualificato per il turno successivo per ripescaggio o, negli eventi su campo, conquistando la misura minima per qualificarsi |

Maschile
Eventi su pista e strada
| Atleta | Evento            | Batteria  | Batteria  | Semifinale      | Semifinale      | Finale          | Finale          |
| Atleta | Evento            | Risultato | Posizione | Risultato       | Posizione       | Risultato       | Posizione       |
| --- | ----------------- | --------- | --------- | --------------- | --------------- | --------------- | --------------- |
| Karol Zalewski | 400 m piani       | 2'15"38   | 8º        | Non qualificato | Non qualificato | Non qualificato | Non qualificato |
| Mateusz Borkowski | 800 m piani       | 1'45"34   | 2º Q      | 1'46"54         | 8º              | Non qualificato | Non qualificato |
| Patryk Dobek | 800 m piani       | 1:46.59   | 3º Q      | 1:44.60         | 1º Q            | 1'45"39         |                 |
| Marcin Lewandowski | 1500 m piani      | 4'43"96   | 15º q     | DNF             | DNF             | non qualificato | non qualificato |
| Michał Rozmys | 1500 m piani      | 3'36"28   | 6º Q      | 3'54"53         | 13º qA          | 3'32"67         | 8º              |
| Damian Czykier | 110 m ostacoli    | 13"61     | 4º Q      | 13"63           | 6º              | Non qualificato | Non qualificato |
| Marcin Chabowski | Maratona          | N.D.      | N.D.      | N.D.            | N.D.            | DNF             | DNF             |
| Arkadiusz Gardzielewski                                                                                               | Maratona          | N.D.      | N.D.      | N.D.            | N.D.            | 2h22'50"        | 63º             |
| Adam Nowicki | Maratona          | N.D.      | N.D.      | N.D.            | N.D.            | 2h17'19"        | 38º             |
| Łukasz Niedziałek | Marcia 20 km      | N.D.      | N.D.      | N.D.            | N.D.            | DNF             | DNF             |
| Rafał Augustyn | Marcia 50 km      | N.D.      | N.D.      | N.D.            | N.D.            | DNF             | DNF             |
| Artur Brzozowski | Marcia 50 km      | N.D.      | N.D.      | N.D.            | N.D.            | 3h54'08''       | 12º             |
| Dawid Tomala | Marcia 50 km      | N.D.      | N.D.      | N.D.            | N.D.            | 3h50'08''       |                 |
| Kajetan Duszyński Patryk Grzegorzewicz Dariusz Kowaluk Jakub Krzewina Mateusz Rzeźniczak Wiktor Suwara Karol Zalewski | Staffetta 4×400 m | 2'58''55  | 1º Q      | N.D.            | N.D.            | 2'58''46        | 5º              |

Eventi su campo
| Atleta              | Evento                 | Qualifica | Qualifica | Finale          | Finale          |
| Atleta              | Evento                 | Misura    | Posizione | Misura          | Posizione       |
| ------------------- | ---------------------- | --------- | --------- | --------------- | --------------- |
| Piotr Lisek         | Salto con l'asta       | 5,75 m    | 11º q     | 5,80 m          | 6º              |
| Robert Sobera       | Salto con l'asta       | 5,65 m    | 15º       | Non qualificato | Non qualificato |
| Paweł Wojciechowski | Salto con l'asta       | 5,30 m    | 28º       | Non qualificato | Non qualificato |
| Konrad Bukowiecki   | Getto del peso         | 20,01 m   | 23º       | Non qualificato | Non qualificato |
| Michał Haratyk      | Getto del peso         | 20,86 m   | 13º       | Non qualificato | Non qualificato |
| Piotr Małachowski   | Lancio del disco       | 62,68 m   | 15º       | Non qualificato | Non qualificato |
| Bartłomiej Stój     | Lancio del disco       | 62,84 m   | 14º       | Non qualificato | Non qualificato |
| Paweł Fajdek        | Lancio del martello    | 76,46 m   | 9º q      | 81,53 m         |                 |
| Wojciech Nowicki    | Lancio del martello    | 79,78 m   | 1º Q      | 82,52 m         |                 |
| Marcin Krukowski    | Lancio del giavellotto | 74,65 m   | 28º       | Non qualificato | Non qualificato |
| Cyprian Mrzygłód    | Lancio del giavellotto | 78,33 m   | 20º       | Non qualificato | Non qualificato |

Eventi multipli
| Atleta          | Evento    | 100 m      | Lungo      | Peso        | Alto       | 400 m      | 110 ost.   | Disco       | Asta       | Giav.       | 1500 m       | Punteggio totale | Pos. |
| --------------- | --------- | ---------- | ---------- | ----------- | ---------- | ---------- | ---------- | ----------- | ---------- | ----------- | ------------ | ---------------- | ---- |
| Paweł Wiesiołek | Decathlon | 10''83 899 | 7,27 m 878 | 14,90 m 784 | 2,02 m 822 | 48''24 898 | 14''95 856 | 48,27 m 834 | 4,80 m 849 | 51,60 m 612 | 4'30''02 744 | 8176             | 12º  |

Femminile
Eventi su pista e strada
| Atleta                                                                 | Evento            | Batteria  | Batteria  | Semifinale      | Semifinale      | Finale          | Finale          |
| Atleta                                                                 | Evento            | Risultato | Posizione | Risultato       | Posizione       | Risultato       | Posizione       |
| ---------------------------------------------------------------------- | ----------------- | --------- | --------- | --------------- | --------------- | --------------- | --------------- |
| Natalia Kaczmarek                                                      | 400 m piani       | 51"06     | 2ª Q      | 50"79           | 4ª              | Non qualificata | Non qualificata |
| Joanna Jóźwik                                                          | 800 m piani       | 2'01"87   | 3ª Q      | 2'02"32         | 5ª              | Non qualificata | Non qualificata |
| Angelika Sarna                                                         | 800 m piani       | 2:02.18   | 4ª        | Non qualificata | Non qualificata | Non qualificata | Non qualificata |
| Anna Wielgosz                                                          | 800 m piani       | 2'03"20   | 6ª        | Non qualificata | Non qualificata | Non qualificata | Non qualificata |
| Martyna Galant                                                         | 1500 m piani      | 4'05"03   | 8ª q      | 4'06"01         | 10ª             | Non qualificata | Non qualificata |
| Alicja Konieczek                                                       | 3000 m siepi      | 9'31"79   | 8ª        | N.D.            | N.D.            | Non qualificata | Non qualificata |
| Aneta Konieczek                                                        | 3000 m siepi      | 10'07"25  | 12ª       | N.D.            | N.D.            | Non qualificata | Non qualificata |
| Klaudia Siciarz                                                        | 100 m ostacoli    | 12"98     | 6ª q      | 12"84           | 5ª              | Non qualificata | Non qualificata |
| Pia Skrzyszowska                                                       | 100 m ostacoli    | 12"75     | 3ª Q      | 12"89           | 6ª              | Non qualificata | Non qualificata |
| Teresa Errandonea                                                      | 400 m ostacoli    | 54"93     | 4ª Q      | 55"67           | 5ª              | Non qualificata | Non qualificata |
| Marika Popowicz-Drapała Klaudia Adamek Paulina Paluch Pia Skrzyszowska | Staffetta 4×100 m | 43"09     | 4ª        | N.D.            | N.D.            | non qualificate | non qualificate |
| Anna Kiełbasińska Iga Baumgart-Witan Małgorzata Hołub Justyna Święty   | Staffetta 4×400 m | 3'23"10   | 1ª Q      | N.D.            | N.D.            | 3'20"53         |                 |
| Aleksandra Lisowska                                                    | Maratona          | N.D.      | N.D.      | N.D.            | N.D.            | 2h35'33"        | 35ª             |
| Angelika Mach                                                          | Maratona          | N.D.      | N.D.      | N.D.            | N.D.            | 2h42'26"        | 59ª             |
| Karolina Jarzyńska                                                     | Maratona          | N.D.      | N.D.      | N.D.            | N.D.            | 2h32'04"        | 14ª             |
| Katarzyna Zdziebło                                                     | Marcia 20 km      | N.D.      | N.D.      | N.D.            | N.D.            | 1h31'29"        | 10ª             |

Eventi su campo
| Atleta           | Evento                 | Qualifica | Qualifica | Finale          | Finale          |
| Atleta           | Evento                 | Misura    | Posizione | Misura          | Posizione       |
| ---------------- | ---------------------- | --------- | --------- | --------------- | --------------- |
| Kamila Lićwinko  | Salto in alto          | 1,95 m    | 8ª Q      | 1,93 m          | 11ª             |
| Paulina Guba     | Getto del peso         | 16,98 m   | 27ª       | Non qualificata | Non qualificata |
| Klaudia Kardasz  | Getto del peso         | 17,76 m   | 18ª       | Non qualificata | Non qualificata |
| Joanna Fiodorow  | Lancio del martello    | 72,32 m   | 10ª q     | 73,83 m         | 7ª              |
| Malwina Kopron   | Lancio del martello    | 73,06 m   | 8ª q      | 75,49 m         |                 |
| Anita Włodarczyk | Lancio del martello    | 76,99 m   | 1ª Q      | 78,48 m         |                 |
| Maria Andrejczyk | Lancio del giavellotto | 65,24 m   | 1ª Q      | 64,41 m         |                 |

Eventi multipli
| Atleta         | Evento    | 100 ost.   | Alto        | Peso        | 200 m     | Lungo      | Giav.       | 800 m       | Punteggio totale | Pos. |
| -------------- | --------- | ---------- | ----------- | ----------- | --------- | ---------- | ----------- | ----------- | ---------------- | ---- |
| Adrianna Sułek | Eptathlon | 13"58 1039 | 1,83 m 1016 | 12,80 m 714 | 24"16 965 | 5,93 m 828 | 36,84 m 607 | 2'07"92 995 | 6164             | 16ª  |

Misti
Eventi su pista e strada
| Atleta | Evento                  | Batteria  | Batteria  | Finale    | Finale    |
| Atleta | Evento                  | Risultato | Posizione | Risultato | Posizione |
| --- | ----------------------- | --------- | --------- | --------- | --------- |
| Iga Baumgart-Witan Kajetan Duszyński Małgorzata Hołub Natalia Kaczmarek Dariusz Kowaluk Justyna Święty Karol Zalewski | Staffetta 4×400 m mista | 3'10"44   | 1ª Q      | 3'09"87   |           |

## Ciclismo

### Ciclismo su strada
| Atleta               | Evento                   | Tempo    | Posizione |
| -------------------- | ------------------------ | -------- | --------- |
| Maciej Bodnar        | Corsa in linea maschile  | DNF      | DNF       |
| Maciej Bodnar        | Cronometro maschile      | 58'47"10 | 18º       |
| Michał Kwiatkowski   | Corsa in linea maschile  | 6'07"01  | 11º       |
| Rafał Majka          | Corsa in linea maschile  | 6'09"06  | 19º       |
| Marta Lach           | Corsa in linea femminile | 3h55'13" | 18ª       |
| Katarzyna Niewiadoma | Corsa in linea femminile | 3h54'31" | 14ª       |
| Anna Plichta         | Corsa in linea femminile | 3h55:13  | 18ª       |
| Anna Plichta         | Cronometro femminile     | 32'29"89 | 7ª        |

### Ciclismo su pista
Velocità
| Atleta                                          | Evento                       | Qualificazione     | Qualificazione | Round 1          | R1                  | Round 2          | R2              | Round 3          | R3              | Quarti               | Semifinale                       | Finale                                             | Finale          |
| Atleta                                          | Evento                       | Tempo Velocità     | Pos.           | Avversario Tempo | Tempo               | Avversario Tempo | Tempo           | Avversario Tempo | Tempo           | Avversario Risultato | Avversario Risultato             | Avversario Risultato                               | Pos.            |
| ----------------------------------------------- | ---------------------------- | ------------------ | -------------- | ---------------- | ------------------- | ---------------- | --------------- | ---------------- | --------------- | -------------------- | -------------------------------- | -------------------------------------------------- | --------------- |
| Patryk Rajkowski                                | Velocità maschile            | 9"594 75.845 km/h  | 14º Q          | Xu V 1           | Bye                 | Levy P 2         | Sahrom P 2      | Non qualificato  | Non qualificato | Non qualificato      | Non qualificato                  | Non qualificato                                    | Non qualificato |
| Mateusz Rudyk                                   | Velocità maschile            | 9"493 75.047 km/h  | 7º Q           | Webster P 2      | Barrette Sahrom P 3 | Non qualificato  | Non qualificato | Non qualificato  | Non qualificato | Non qualificato      | Non qualificato                  | Non qualificato                                    | Non qualificato |
| Marlena Karwacka                                | Velocità femminile           | 11"083 64,964 km/h | 26ª            | Non qualificata  | Non qualificata     | Non qualificata  | Non qualificata | Non qualificata  | Non qualificata | Non qualificata      | Non qualificata                  | Non qualificata                                    | Non qualificata |
| Urszula Łoś                                     | Velocità femminile           | 11"047 65,176 km/h | 25ª            | Non qualificata  | Non qualificata     | Non qualificata  | Non qualificata | Non qualificata  | Non qualificata | Non qualificata      | Non qualificata                  | Non qualificata                                    | Non qualificata |
| Krzysztof Maksel Patryk Rajkowski Mateusz Rudyk | Velocità a squadre maschile  | 43"516 62,046 km/h | 8ª             | N.D.             | N.D.                | N.D.             | N.D.            | N.D.             | N.D.            | N.D.                 | Paesi Bassi P 43"307 62,346 km/h | Finale 7º posto Nuova Zelanda P 46"431 58,151 km/h | 8ª              |
| Marlena Karwacka Urszula Łoś                    | Velocità a squadre femminile | 33"244 54,145 km/h | 6ª             | N.D.             | N.D.                | N.D.             | N.D.            | N.D.             | N.D.            | N.D.                 | Paesi Bassi P 33"022 54,509 km/h | Finale 7º posto Ucraina P 33"054 54,456 km/h       | 7ª              |

Keirin
| Atleta           | Evento           | Round 1   | Ripescaggio | Round 2         | Semifinale      | Finale          |
| Atleta           | Evento           | Posizione | Posizione   | Posizione       | Posizione       | Posizione       |
| ---------------- | ---------------- | --------- | ----------- | --------------- | --------------- | --------------- |
| Patryk Rajkowski | Keirin maschile  | 3º R      | 5º          | Non qualificato | Non qualificato | Non qualificato |
| Mateusz Rudyk    | Keirin maschile  | 6º R      | 4º          | Non qualificato | Non qualificato | Non qualificato |
| Marlena Karwacka | Keirin femminile | 5ª R      | 4ª          | Non qualificata | Non qualificata | Non qualificata |
| Urszula Łoś      | Keirin femminile | 3ª R      | 3ª          | Non qualificata | Non qualificata | Non qualificata |

Omnium
| Atleta        | Evento           | Scratch   | Scratch | Corsa a tempo | Corsa a tempo | Corsa a eliminazione | Corsa a eliminazione | Corsa a punti | Corsa a punti | Totale | Totale    |
| Atleta        | Evento           | Posizione | Punti   | Posizione     | Punti         | Posizione            | Punti                | Posizione     | Punti         | Punti  | Posizione |
| ------------- | ---------------- | --------- | ------- | ------------- | ------------- | -------------------- | -------------------- | ------------- | ------------- | ------ | --------- |
| Szymon Sajnok | Omnium maschile  | 14º       | 14      | 9º            | 24            | 16º                  | 10                   | 14º           | 0             | 48     | 16º       |
| Daria Pikulik | Omnium femminile | 13ª       | 16      | DNF           | DNF           | DNS                  | DNS                  | DNS           | DNS           | DNS    | DNS       |

Americana
| Atleta                            | Evento              | Punti  | Punti | Posizione |
| Atleta                            | Evento              | Sprint | Giri  | Posizione |
| --------------------------------- | ------------------- | ------ | ----- | --------- |
| Szymon Sajnok Daniel Staniszewski | Americana maschile  | 0      | 0     | 8ª        |
| Daria Pikulik Wiktoria Pikulik    | Americana femminile | 9      | 0     | 6ª        |

### Mountain bike
| Atleta            | Evento                  | Tempo    | Posizione |
| ----------------- | ----------------------- | -------- | --------- |
| Bartłomiej Wawak  | Cross-country maschile  | 1h29'10" | 19º       |
| Maja Włoszczowska | Cross-country femminile | 1h24'25" | 20ª       |

## Pallacanestro

### Pallacanestro 3x3
| Squadra            | Torneo       | Girone               | Girone               | Girone               | Girone               | Girone               | Girone               | Girone               | Girone | Quarti               | Semifinali           | Finale               | Pos.            |
| Squadra            | Torneo       | Avversario Punteggio | Avversario Punteggio | Avversario Punteggio | Avversario Punteggio | Avversario Punteggio | Avversario Punteggio | Avversario Punteggio | Pos.   | Avversario Punteggio | Avversario Punteggio | Avversario Punteggio | Pos.            |
| ------------------ | ------------ | -------------------- | -------------------- | -------------------- | -------------------- | -------------------- | -------------------- | -------------------- | ------ | -------------------- | -------------------- | -------------------- | --------------- |
| Nazionale maschile | 3x3 maschile | Belgio P 14–21       | Cina P 19–21         | Giappone V 20–19     | Lettonia P 14–21     | Paesi Bassi P 20–22  | ROC V 21–16          | Serbia P 12–15       | 7ª     | Non qualificata      | Non qualificata      | Non qualificata      | Non qualificata |

## Canoa/kayak

### Slalom
| Atleta              | Evento       | Qualificazioni | Qualificazioni | Qualificazioni | Qualificazioni | Qualificazioni | Qualificazioni | Semifinali      | Semifinali      | Semifinali      | Finale          | Finale          | Finale          |
| Atleta              | Evento       | 1ª manche      | Pos.           | 2ª manche      | Pos.           | Migliore       | Posizione      | Penalità        | Tempo           | Posizione       | Penalità        | Tempo           | Posizione       |
| ------------------- | ------------ | -------------- | -------------- | -------------- | -------------- | -------------- | -------------- | --------------- | --------------- | --------------- | --------------- | --------------- | --------------- |
| Grzegorz Hedwig     | C1 maschile  | 109"09         | 12º            | 105"95         | 13º            | 105"95         | 14º Q          | 4"              | 112"16          | 14º             | Non qualificato | Non qualificato | Non qualificato |
| Krzysztof Majerczak | K1 maschile  | 99"86          | 17º            | 95"21          | 13º            | 95"21          | 17º Q          | 2"              | 100"99          | 15º             | Non qualificato | Non qualificato | Non qualificato |
| Aleksandra Stach    | C1 femminile | 145"58         | 18ª            | 134"03         | 17ª            | 134"03         | 19ª            | Non qualificata | Non qualificata | Non qualificata | Non qualificata | Non qualificata | Non qualificata |
| Klaudia Zwolińska   | K1 femminile | 108"97         | 7ª             | 110"46         | 12ª            | 108"97         | 10ª Q          | 0"              | 111"76          | 10ª Q           | 4"              | 108"98          | 5ª              |

### Velocità
Maschile
| Atleta                         | Evento             | Batteria | Batteria  | Quarti   | Quarti    | Semifinale      | Semifinale      | Finale / Finale B e C | Finale / Finale B e C |
| Atleta                         | Evento             | Tempo    | Posizione | Tempo    | Posizione | Tempo           | Posizione       | Tempo                 | Posizione             |
| ------------------------------ | ------------------ | -------- | --------- | -------- | --------- | --------------- | --------------- | --------------------- | --------------------- |
| Wiktor Głazunow                | C1 1000 m maschile | 4'25"996 | 6º        | 4'07"632 | 1º        | 4'09"876        | 7º qB           | 4'04"463              | 13º                   |
| Mateusz Kamiński               | C1 1000 m maschile | 4'11"202 | 4º        | 4'08"172 | 3º        | Non qualificato | Non qualificato | Non qualificato       | Non qualificato       |
| Tomasz Barniak Wiktor Głazunow | C2 1000 m maschile | 3'49"956 | 6ª        | 3'49"770 | 1ª        | 3'28"282        | 3ª Q            | 3'32"317              | 7ª                    |

Femminile
| Atleta                                                          | Evento             | Batteria | Batteria  | Quarti | Quarti    | Semifinale      | Semifinale      | Finale / Finale B e C | Finale / Finale B e C |
| Atleta                                                          | Evento             | Tempo    | Posizione | Tempo  | Posizione | Tempo           | Posizione       | Tempo                 | Posizione             |
| --------------------------------------------------------------- | ------------------ | -------- | --------- | ------ | --------- | --------------- | --------------- | --------------------- | --------------------- |
| Dorota Borowska                                                 | C1 200 m femminile | 47"655   | 1ª        | Bye    | Bye       | 47"703          | 4ª Q            | 47.116                | 4ª                    |
| Marta Walczykiewicz                                             | K1 200 m femminile | 41"100   | 2ª        | Bye    | Bye       | 38"563          | 3ª Q            | 39"170                | 4ª                    |
| Helena Wiśniewska                                               | K1 200 m femminile | 41"407   | 4ª        | 41"559 | 3ª        | Non qualificata | Non qualificata | Non qualificata       | Non qualificata       |
| Justyna Iskrzycka                                               | K1 500 m femminile | 1'49"893 | 2ª        | Bye    | Bye       | 1'53"899        | 4ª qB           | 1'54"086              | 11ª                   |
| Marta Walczykiewicz                                             | K1 500 m femminile | 1'50"184 | 3ª        | Bye    | Bye       | 1'53"860        | 3ª qB           | 1'55"659              | 13ª                   |
| Karolina Naja Anna Puławska                                     | K2 500 m femminile | 1'44"606 | 1ª        | Bye    | Bye       | 1'37"219        | 4ª Q            | 1'36"753              |                       |
| Karolina Naja Anna Puławska Justyna Iskrzycka Helena Wiśniewska | K4 500 m femminile | 1'33"468 | 1ª        | Bye    | Bye       | 1'36"078        | 1ª Q            | 1'36"445              |                       |

## Canottaggio
Maschile
| Atleta                                                                | Evento                   | Batteria | Batteria  | Ripescaggio | Ripescaggio | Quarti | Quarti    | Semifinale | Semifinale | Finale / Finale B | Finale / Finale B |
| Atleta                                                                | Evento                   | Tempo    | Posizione | Tempo       | Posizione   | Tempo  | Posizione | Tempo      | Posizione  | Tempo             | Posizione         |
| --------------------------------------------------------------------- | ------------------------ | -------- | --------- | ----------- | ----------- | ------ | --------- | ---------- | ---------- | ----------------- | ----------------- |
| Mateusz Biskup Mirosław Ziętarski                                     | 2 di coppia              | 6'11"22  | 1ª Q      | Bye         | Bye         | N.D.   | N.D.      | 6'24"50    | 3ª Q       | 6'09"17           | 6ª                |
| Jerzy Kowalski Artur Mikołajczewski                                   | 2 di coppia pesi leggeri | 6'31"85  | 3ª R      | 6'43"44     | 1ª Q        | N.D.   | N.D.      | 6'12"79    | 4ª qB      | 6'16"01           | 8ª                |
| Fabian Barański Wiktor Chabel Dominik Czaja Szymon Pośnik             | 4 di coppia              | 5'39"25  | 1ª Q      | Bye         | Bye         | N.D.   | N.D.      | N.D.       | N.D.       | 5'34"27           | 4ª                |
| Marcin Brzeziński Mikołaj Burda Michał Szpakowski Mateusz Wilangowski | 4 senza                  | 6'03"38  | 3ª R      | 6'12"52     | 3ª qB       | N.D.   | N.D.      | N.D.       | N.D.       | 5'57"17           | 7ª                |

Femminile
| Atleta                                                             | Evento      | Batteria | Batteria  | Ripescaggio | Ripescaggio | Quarti | Quarti    | Semifinale | Semifinale | Finale / Finale B | Finale / Finale B |
| Atleta                                                             | Evento      | Tempo    | Posizione | Tempo       | Posizione   | Tempo  | Posizione | Tempo      | Posizione  | Tempo             | Posizione         |
| ------------------------------------------------------------------ | ----------- | -------- | --------- | ----------- | ----------- | ------ | --------- | ---------- | ---------- | ----------------- | ----------------- |
| Agnieszka Kobus Maria Sajdak Marta Wieliczko Katarzyna Zillmann    | 4 di coppia | 6'18"62  | 2ª Q      | Bye         | Bye         | N.D.   | N.D.      | N.D.       | N.D.       | 6'11"36           |                   |
| Monika Chabel Joanna Dittmann Olga Michałkiewicz Maria Wierzbowska | 4 senza     | 6'48"33  | 5ª R      | 6'46"57     | 2ª Q        | N.D.   | N.D.      | N.D.       | N.D.       | 6'29"95           | 6ª                |

## Ginnastica artistica
Femminile
| Atleta         | Evento               | Qualificazione | Qualificazione | Qualificazione | Qualificazione | Qualificazione | Qualificazione | Finale          | Finale          | Finale          | Finale          | Finale          | Finale          |
| Atleta         | Evento               | Attrezzo       | Attrezzo       | Attrezzo       | Attrezzo       | Totale         | Posizione      | Attrezzo        | Attrezzo        | Attrezzo        | Attrezzo        | Totale          | Posizione       |
| Atleta         | Evento               | V              | CL             | P              | T              | Totale         | Posizione      | CL              | V               | P               | T               | Totale          | Posizione       |
| -------------- | -------------------- | -------------- | -------------- | -------------- | -------------- | -------------- | -------------- | --------------- | --------------- | --------------- | --------------- | --------------- | --------------- |
| Gabriela Janik | Concorso individuale | 13,483         | 11,933         | 12,966         | 12,443         | 50,932         | 54ª            | Non qualificata | Non qualificata | Non qualificata | Non qualificata | Non qualificata | Non qualificata |

## Golf
| Atleta        | Evento   | Round 1   | Round 2   | Round 3   | Round 4   | Totale | Totale | Totale     |
| Atleta        | Evento   | Punteggio | Punteggio | Punteggio | Punteggio | Totale | Par    | Classifica |
| ------------- | -------- | --------- | --------- | --------- | --------- | ------ | ------ | ---------- |
| Adrian Meronk | Maschile | 72        | 71        | 69        | 10        | 282    | -2     | =51º       |

## Lotta

### Libera
Maschile
| Atleta                | Evento | Ottavi               | Quarti               | Semifinali           | Ripescaggio          | Finale               | Pos.            |
| Atleta                | Evento | Avversario Risultato | Avversario Risultato | Avversario Risultato | Avversario Risultato | Avversario Risultato | Pos.            |
| --------------------- | ------ | -------------------- | -------------------- | -------------------- | -------------------- | -------------------- | --------------- |
| Magomedmurad Gadżijew | 65 kg  | Pilidis V 4–0 ST     | Rashidov P 1–3 PP    | Non qualificato      | Non qualificato      | Non qualificato      | Non qualificato |
| Kamil Rybicki         | 74 kg  | Hussen P 1–3 PP      | Non qualificato      | Non qualificato      | Non qualificato      | Non qualificato      | Non qualificato |

Femminile
| Atleta              | Evento | Ottavi               | Quarti               | Semifinali           | Ripescaggio          | Finale               | Pos.            |
| Atleta              | Evento | Avversario Risultato | Avversario Risultato | Avversario Risultato | Avversario Risultato | Avversario Risultato | Pos.            |
| ------------------- | ------ | -------------------- | -------------------- | -------------------- | -------------------- | -------------------- | --------------- |
| Roksana Zasina      | 53 kg  | Akhmetova V 3–1 PP   | Mukaida P 1–4 SP     | Non qualificata      | Essombe P 1–3 PP     | Non qualificata      | 7ª              |
| Jowita Wrzesień     | 57 kg  | Nikolova P 0–3 PO    | Non qualificata      | Non qualificata      | Non qualificata      | Non qualificata      | Non qualificata |
| Agnieszka Wieszczek | 68 kg  | Cherkasova P 0–4 ST  | Non qualificata      | Non qualificata      | Non qualificata      | Non qualificata      | Non qualificata |

### Greco-romana
| Atleta           | Evento | Ottavi               | Quarti               | Semifinali           | Ripescaggio          | Finale               | Pos. |
| Atleta           | Evento | Avversario Risultato | Avversario Risultato | Avversario Risultato | Avversario Risultato | Avversario Risultato | Pos. |
| ---------------- | ------ | -------------------- | -------------------- | -------------------- | -------------------- | -------------------- | ---- |
| Tadeusz Michalik | 97 kg  | Achouri V 4–0 ST     | Hancock V 3–1 PP     | Evloev P 1–3 PP      | Bye                  | Szőke V 4–0 ST       |      |

## Pugilato
| Atleta             | Evento                                                           | 16-esimi             | Ottavi               | Quarti               | Semifinali           | Finale               | Pos.            |
| Atleta             | Evento                                                           | Avversario Punteggio | Avversario Punteggio | Avversario Punteggio | Avversario Punteggio | Avversario Punteggio | Pos.            |
| ------------------ | ---------------------------------------------------------------- | -------------------- | -------------------- | -------------------- | -------------------- | -------------------- | --------------- |
| Damian Durkacz     | Pugilato ai Giochi della XXXII Olimpiade - Pesi leggeri maschile | Mamedov P 0–5        | Non qualificato      | Non qualificato      | Non qualificato      | Non qualificato      | Non qualificato |
| Sandra Drabik      | Pesi mosca femminile                                             | Rakhimova P 1–4      | Non qualificata      | Non qualificata      | Non qualificata      | Non qualificata      | Non qualificata |
| Karolina Koszewska | Pesi welter femminile                                            | Yunusova V 5–0       | Sürmeneli P 0–5      | Non qualificata      | Non qualificata      | Non qualificata      | Non qualificata |
| Elżbieta Wójcik    | Pesi medi femminile                                              | N.D.                 | Fontijn P 1–4        | Non qualificata      | Non qualificata      | Non qualificata      | Non qualificata |

## Sollevamento pesi
| Atleta              | Evento          | Strappo   | Strappo    | Slancio   | Slancio    | Totale | Classifica |
| Atleta              | Evento          | Risultato | Classifica | Risultato | Classifica | Totale | Classifica |
| ------------------- | --------------- | --------- | ---------- | --------- | ---------- | ------ | ---------- |
| Bartłomiej Adamus   | 96 kg maschile  | 163       | 9º         | 197       | 9º         | 360    | 7º         |
| Arkadiusz Michalski | 109 kg maschile | 175       | 10º        | 216       | 7º         | 391    | 7º         |
| Joanna Łochowska    | 55 kg femminile | 84        | 10ª        | 102       | 10ª        | 186    | 10ª        |

## Tiro a segno/volo
Maschile
| Atleta         | Evento                       | Qualificazione | Qualificazione | Finale          | Finale          |
| Atleta         | Evento                       | Punteggio      | Classifica     | Punteggio       | Classifica      |
| -------------- | ---------------------------- | -------------- | -------------- | --------------- | --------------- |
| Tomasz Bartnik | Carabina 10 m aria compressa | 625,4          | 23º            | Non qualificato | Non qualificato |
| Tomasz Bartnik | Carabina 50 m 3 posizioni    | 1171           | 15º            | Non qualificato | Non qualificato |

Femminile
| Atleta                 | Evento                          | Qualificazione | Qualificazione | Finale          | Finale          |
| Atleta                 | Evento                          | Punteggio      | Classifica     | Punteggio       | Classifica      |
| ---------------------- | ------------------------------- | -------------- | -------------- | --------------- | --------------- |
| Aneta Stankiewicz      | Carabina 10 m aria compressa    | 626,8          | 15ª            | Non qualificata | Non qualificata |
| Aneta Stankiewicz      | Carabina 50 m 3 posizioni       | 1167           | 16ª            | Non qualificata | Non qualificata |
| Klaudia Breś           | Pistola 10 metri aria compressa | 571            | 21ª            | Non qualificata | Non qualificata |
| Klaudia Breś           | Pistola 25 metri                | 578            | 24ª            | Non qualificata | Non qualificata |
| Sandra Bernal          | Trap                            | 119            | 9ª             | Non qualificata | Non qualificata |
| Aleksandra Jarmolińska | Skeet                           | 114            | 19ª            | Non qualificata | Non qualificata |

Misto
| Atleta                           | Evento                                 | Qualificazione 1 | Qualificazione 1 | Qualificazione 2 | Qualificazione 2 | Finale / FB          | Finale / FB     |
| Atleta                           | Evento                                 | Punteggio        | Classifica       | Punteggio        | Classifica       | Avversario Punteggio | Pos.            |
| -------------------------------- | -------------------------------------- | ---------------- | ---------------- | ---------------- | ---------------- | -------------------- | --------------- |
| Tomasz Bartnik Aneta Stankiewicz | Carabina 10 m aria compressa a squadre | 630,8            | 2ª Q             | 414,0            | 8ª               | Non qualificati      | Non qualificati |

## Vela
Maschile
| Atleta                             | Evento | Regata | Regata | Regata | Regata | Regata | Regata | Regata | Regata | Regata | Regata | Regata | Regata | Regata | Punteggio Totale | Punteggio Netto | Classifica |
| Atleta                             | Evento | 1      | 2      | 3      | 4      | 5      | 6      | 7      | 8      | 9      | 10     | 11     | 12     | M      | Punteggio Totale | Punteggio Netto | Classifica |
| ---------------------------------- | ------ | ------ | ------ | ------ | ------ | ------ | ------ | ------ | ------ | ------ | ------ | ------ | ------ | ------ | ---------------- | --------------- | ---------- |
| Piotr Myszka                       | RS:X   | 11     | 4      | 6      | 3      | 5      | 11     | 5      | 2      | 5      | 9      | 5      | 2      | 22 OCS | 90               | 79              | 6º         |
| Paweł Kołodziński Łukasz Przybytek | 49er   | 9      | 7      | 15     | 18     | 7      | 8      | 7      | 1      | 13     | 17     | 1      | 15     | 4      | 126              | 108             | 9ª         |

Femminile
| Atleta                                 | Evento       | Regata | Regata | Regata | Regata | Regata | Regata | Regata | Regata | Regata | Regata | Regata | Regata | Regata | Punteggio Totale | Punteggio Netto | Classifica |
| Atleta                                 | Evento       | 1      | 2      | 3      | 4      | 5      | 6      | 7      | 8      | 9      | 10     | 11     | 12     | M      | Punteggio Totale | Punteggio Netto | Classifica |
| -------------------------------------- | ------------ | ------ | ------ | ------ | ------ | ------ | ------ | ------ | ------ | ------ | ------ | ------ | ------ | ------ | ---------------- | --------------- | ---------- |
| Zofia Noceti-Klepacka                  | RS:X         | 4      | 1      | 14     | 16     | 16     | 9      | 7      | 8      | 2      | 11     | 7      | 7      | 5      | 112              | 96              | 9ª         |
| Magdalena Kwaśna                       | Laser Radial | 7      | 28     | 18     | 11     | 15     | 18     | 18     | 13     | 25     | 31     | N.D.   | N.D.   | EL     | 184              | 153             | 17ª        |
| Jolanta Ogar-Hill Agnieszka Skrzypulec | 470          | 1      | 1      | 2      | 5      | 12     | 1      | 5      | 4      | 15     | 15     | N.D.   | N.D.   | 4      | 69               | 54              |            |
| Kinga Łoboda Aleksandra Melzacka       | 49erFX       | 8      | 14     | 16     | 8      | 5      | 7      | 18     | 15     | 1      | 20     | 17     | 19     | EL     | 148              | 128             | 15ª        |